# Au cœur du temps
Ne doit pas être confondu avec Les Voyageurs du temps (série télévisée).
Au cœur du temps (The Time Tunnel) est une série télévisée américaine en trente épisodes de cinquante minutes, créée par Irwin Allen d'après un roman de Murray Leinster, et diffusée entre le 9 septembre 1966 et le 7 avril 1967 sur le réseau ABC.
En France, la série a été diffusée aux trois-quarts à partir du 29 octobre 1967 sur la deuxième chaîne de l'ORTF. Elle a été rediffusée partiellement sur Antenne 2 en 1976, puis sur TV6 en 1986.
Enfin, en intégralité à partir du 12 septembre 1987 sur La Cinq, et enfin sur Série Club. Elle est rediffusée depuis le 27 décembre 2014 chaque samedi soir sur Ciné FX. Au Québec, elle a été diffusée à partir du 21 mars 1968 à la Télévision de Radio-Canada.

## Synopsis
Un projet gouvernemental américain répondant au nom de "Projet Tic-Toc" est lancé en Arizona. Le « chronogyre », un tunnel permettant de voyager dans le temps, est créé en 1968. Pour prouver son efficacité au sénateur Leroy Clark, les chercheurs, Tony Newman et Doug Phillips, le testent et en deviennent prisonniers. Dans l'impossibilité de regagner leur époque, ils sautent d'une époque à l'autre, assistant à des évènements passés (le naufrage du Titanic, le siège de Troie, l'attaque de Pearl Harbor...) ou futurs. Leurs collègues scientifiques sont capables de les localiser dans le temps et dans l'espace ; ils peuvent les observer, communiquer avec eux par la voix, et leur envoyer de l'aide par le tunnel. Mais leurs tentatives pour ramener Tony et Doug échouent à chaque fois.

## Distribution
- James Darren (VF : Georges Poujouly puis Vincent Violette en 1988 dans les 4 derniers épisodes) : Dr Tony Newman
- Robert Colbert (VF : Gabriel Cattand puis Jacques Frantz dans les 4 derniers épisodes) : Dr Douglas Phillips
- Lee Meriwether (VF : Maria Tamar) : Dr Ann MacGregor
- Whit Bissell (VF : Jacques Beauchey puis Marc Cassot dans les 4 derniers épisodes) : Général Heywood Kirk
- John Zaremba (en) (VF : René Bériard) : Dr Raymond Swain
- Wesley Lau : Sergent Jiggs

## Épisodes
1. Rendez-vous avec hier (Rendezvous with Yesterday)
2. Le Chemin de la lune (One Way to the Moon)
3. La Fin du monde (End of the World)
4. Pearl Harbor (The Day the Sky Fell In)
5. La Dernière Patrouille (The Last Patrol)
6. Le Volcan tragique (Crack of Doom)
7. La Revanche des Dieux (Revenge of the Gods)
8. Massacre (Massacre)
9. L'Île du Diable (Devil's Island)
10. Le Règne de la terreur (Reign of Terror)
11. Armes secrètes (Secret Weapon)
12. Un piège mortel (The Death Trap)
13. Alamo (The Alamo)
14. La Nuit des longs couteaux (Night of the Long Knives)
15. À la veille du 6 juin (Invasion)
16. La Revanche de Robin des Bois (The Revenge of Robin Hood)
17. Le Duel (Kill Two by Two)
18. Ceux qui viennent des étoiles (Visitors from Beyond the Stars)
19. Le Fantôme de Néron (The Ghost of Nero)
20. Les Trompettes de Jéricho (The Walls of Jericho)
21. L'Idole de la mort ou Le Masque d'or (Idol of Death)
22. Billy le Kid (Billy the Kid)
23. L'Île de l'homme mort (Pirates of Deadman's Island)
24. Chasse à travers le temps (Chase Through Time)
25. Le Retour de Machiavel (The Death Merchant)
26. L'Attaque des barbares (Attack of the Barbarians)
27. Merlin l'enchanteur (Merlin the Magician)
28. Les Kidnappeurs (The Kidnappers)
29. Les Aventuriers de l'espace (Raiders from Outer Space)
30. La Cité de la terreur (Town of Terror)

## Autour de la série
- Le premier et le dernier voyage dans le temps effectués par Doug et Tony dans la série se déroulent sur le Titanic quelques heures avant son naufrage[2],[3].
- La série est l'adaptation du roman Twists in Time de Murray Leinster (1960).
- L'acteur James Darren, qui interprète le Dr Tony Newman, apparaîtra plus tard dans la série Star Trek: Deep Space Nine dans laquelle il incarne le personnage de Vic Fontaine, un chanteur de charme holographique. Il a également interprété un des rôles principaux dans la série Hooker.
- Erreur de continuité : dans l'épisode pilote Rendez-vous avec hier (Rendezvous with Yesterday), Tony Newman raconte au capitaine du Titanic qu'il est né en 1938. Or, dans le quatrième épisode (Pearl Harbor), il se trouve face à lui-même âgé de sept ans en 1941 (et non 1945), et interagit avec le petit garçon qu'il était alors, sans cependant en avoir gardé le souvenir.
- L'épisode 2 Le Chemin de la Lune (One Way to the Moon), l'épisode 24 Chasse à travers le temps (Chase Through Time) (partiellement), l'épisode 28 (Les Kidnappeurs) ainsi que le 30 La Cité de la terreur (Town of Terror où l'action se déroule en 1978) sont les seuls à se situer dans le futur. Tous les autres épisodes concernent des évènements du passé.
- Dans l'épisode 7 La Revanche des Dieux (Revenge of the Gods), les plans de batailles et combats sont tirés du film La Bataille des Thermopyles : Spartiates contre Perses.

## Annulation de la série
Bien que la série ait été programmée le vendredi soir aux États-Unis (une case horaire considérée comme risquée car l'audience y est traditionnellement faible), les retours étaient solides et la série arrivait à concurrencer Star Trek qui se trouvait sur la même tranche horaire sur NBC. Pour Irwin Allen, la série avait de grandes chances d'être renouvelée pour une saison 2, d'autant plus que Au Cœur du Temps était l'une des rares séries de la chaine à s'être approché du Top 20 des émissions les plus regardées de l'année.
Toutefois un des exécutifs de ABC souhaitait favoriser une autre série nommée The Legend of Custer (en) et fit en sorte que celle-ci remplace Au cœur du temps. The Legend of Custer fut annulée à son tour l'année suivante après 17 épisodes à la suite de mauvaises audiences et de retours critiques majoritairement négatifs, notamment pour la façon dont elle dépeignait négativement les Indiens d’Amérique.

## Diffusion en France
Il y a eu deux doublages français : un à la fin des années 1960 et un autre au milieu des années 1980 pour les épisodes inédits diffusés sur La Cinq. C'est La Cinq qui a diffusé à la suite des épisodes programmés par l'ORTF et Antenne 2 les quelques épisodes restés inédits en France. Trois indices pour les repérer :
- Le prologue par une voix-off n'est plus présent, uniquement musical.
- La machine n'est plus appelée « chronogyre », mais « tunnel du temps ».
- Le doublage ayant été réalisé dans les années 1980, le Dr Newman est doublé par Vincent Violette, comédien qui doublera Barry Allen dans Flash et le Dr Mancini dans Melrose Place.

## DVD
- France :

La série est sortie en France éditée par The Corporation et distribuée par Universal Pictures Vidéo.
- Coffret en 4 DVD des 15 premiers épisodes en version remastérisée. Sorti le 28 juin 2011. Bonus : épisode pilote, version longue (version originale sous-titrée). Au cœur de Time Tunnel. Bande-annonce originale. spot TV. (ASIN B004RIOC0A)
- Coffret en 4 DVD des 15 derniers épisodes en version remastérisée. Sorti le 27 septembre 2011. Bonus : Interviews de Whit Bissell, Robert Colbert, James Darren, Lee Meriwether. (ASIN B0056BMVYQ)
- Royaume-Uni} :

La série est sortie en Grande-Bretagne chez Revelations Films
- Coffret en 9 DVD de l'intégrale de la série en version remastérisée. Sorti le 17 juillet 2015. Bonus : pilote réalisé en 2002, version longue de l'épisode pilote, téléfilm Time Travelers, interviews des acteurs, coulisses de la série, publicités radio et télévision, tests des effets visuels, galerie de croquis et de la production, notes de productions. (ASIN B004FFS27JA)
- Allemagne :

La série est sortie en Allemagne chez Évolution Entertainment.
- Volume 1 de 4 DVD de la série en version remastérisée. Sorti le 6 novembre 2009. Le coffret contient les épisodes 1 à 8. Bonus : Galerie photos et spots télévisés. (ASIN B002MWSY9I)
- volume 2 de 4 DVD de la série en version remastérisée. Sorti le 9 décembre 2009. Le coffret contient les épisodes 9 à 15. Bonus : interviews des acteurs, spots tv et galerie de croquis. (ASIN B002SOMZ86)
- volume 3 de 4 DVD de la série en version remastérisée. Sorti le 23 mars 2010. Le coffret contient les épisodes 16 à 23. Bonus : interviews des acteurs. (ASIN B0038LQU2U)
- volume 4 de 4 DVD de la série en version remastérisée. Sorti le 26 août 2010. Le coffret contient les épisodes 24 à 30. Bonus : interviews et croquis de production. (ASIN B003UYPFKS)

## Autour de la série
La fin d'une série à sa première ou seconde saison, sans saison ultérieure et sans conclusion, laissant le téléspectateur « sur sa faim », sera rééditée ultérieurement pour d'autres séries de science-fiction arrêtées inopinément, telles Les Envahisseurs (1967-1968), Cosmos 1999 (1975-1978), Code Quantum (1989-1993), ou encore V (1984-1985) et V (2009-2010).